# First Winter (film, 1981)
 (août 2020).
Pour plus de détails, voir Fiche technique et Distribution.
First Winter est un court métrage canadien réalisé en 1981 par John N. Smith, produit par l'Office national du film du Canada.
Le film reçoit une nomination pour 54e cérémonie des Oscars  dans la catégorie du meilleur court métrage en prises de vues réelles.

## Résumé
Ce drame historique relate le premier hiver d'une famille d'immigrants irlandais au Canada, dans le bassin versant de l'Outaouais en Ontario en 1830, et illustre les difficultés auxquelles se sont heurtés les colons.

## Fiche technique
- Réalisation : John N. Smith
- Scénario : Gloria Demers, Cynthia Scott
- Photographie : David De Volpi
- Production : Office national du film du Canada
- Producteur : John N. Smith, Sam Grana
- Montage : Richard Todd
- Son : Jacques Drouin, Jacqueline Newell
- Musique : Tadhg de Brun
- Producteur exécutif : Roman Kroitor
- Date de sortie : 1981

## Distribution
- Kathleen McAuliffe
- Sharon O’Niell
- Eric Godfrey
- Kevin Kennedy